# Kurfyrstendømmet Baden
Kurfyrstendømmet Baden blev oprettet i 1803, da markgreve Karl Frederik af Markgrevskabet Baden blev ophøjet til kurfyrste. I 1806 blev Karl Frederik storhertug af Storhertugdømmet Baden, og Kurfyrstendømmet Baden eksisterede ikke længere.
Indtil 1806 var Markgrevskabet Baden (og senere Kurfyrstendømmet Baden) en del af Det tysk-romerske Rige.
Storhertugdømmet Baden var medlem af Rhinforbundet i 1806–1813, af Det Tyske Forbund i 1815–1866 og af det Tyske Kejserrige i 1871–1918.
Siden 1952 har området været indlemmet i delstaten Baden-Württemberg.
|  | Denne artikel kan blive bedre, hvis der indsættes geografiske koordinater Denne artikel omhandler et emne, som har en geografisk lokation. Du kan hjælpe ved at indsætte koordinater i wikidata. |